# Остатъчно възвишение
Остатъчно възвишение или още остатъчна височина, остатъчен масив е изолирано възвишение, планина или масив, оцеляло от денудация и ерозия, остатък от някогашна висока и обширна повърхност. Различават се няколко вида остатъчни височини:
- денудационни – образувани в резултат от изветрянето, изградени от много здрави скали, слабо влияещи от разрушаване;
- столови планини – плосковърхи хълмове, отчленени от плата или съхранени участъци от бивши плата;
- обтекаеми възвишения – образувани в долината на река, която е прорязала тясната ивица суша, свързваща намиращото се възвишение в нейния бивш планински меандър[1] (по долината на река Арда, между язовирите „Студен кладенец“ и „Ивайловград“ има няколко такива характерни възвишения.

Най-известните и най-характерните остатъчни планински масиви на Земята са Рорайма в Южна Америка, на границата между Венецуела, Бразилия и Гвиана и масивът Улуру в централната част на Австралия.